# Conseguenza logica (album)
Conseguenza logica è il ventunesimo album dei Matia Bazar, pubblicato su CD (catalogo 591 3 00037 3) nel 2011 dall'etichetta discografica Bazar Music di proprietà della band, distribuita dalla Universal, anticipato dal singolo Gli occhi caldi di Sylvie del 2010.

## Descrizione
Vede il ritorno della cantante Silvia Mezzanotte dopo la sua uscita dal gruppo nel 2004, in sostituzione di Roberta Faccani.
Nell'album sono presenti le collaborazioni, per i testi e musica, di Adelio Cogliati e Massimiliano Pani, che hanno affiancato Giancarlo Golzi e Piero Cassano.
In occasione della partecipazione dei Matia Bazar al Festival di Sanremo 2012, il 15 febbraio 2012 è stata pubblicata una riedizione dell'album, intitolata Conseguenza logica (Sanremo Edition), in cui sono stati aggiunti il brano Sei tu, portato in gara al Festival, e l'inedito Noi siamo il mondo inseriti come prime due tracce.
| Settimana | 1  | 2  | 3  | 4  |
| Posizione | 62 | 62 | 78 | 62 |

## Video musicali
- Conseguenza logica: video ufficiale, su YouTube. URL consultato il 21 aprile 2014.

## Tracce
CD
1. Conseguenza logica – 3:55 (testo: Adelio Cogliati, Giancarlo Golzi – musica: Piero Cassano)
2. Gli occhi caldi di Sylvie – 3:45 (testo: Adelio Cogliati, Giancarlo Golzi – musica: Fabio Perversi, Piero Cassano)
3. A piene mani – 3:45 (testo: Adelio Cogliati, Giancarlo Golzi – musica: Massimiliano Pani, Piero Cassano)
4. Frammenti sparsi – 3:52 (testo: Adelio Cogliati, Giancarlo Golzi – musica: Piero Cassano)
5. Nuotano nuvole – 4:19 (testo: Adelio Cogliati, Giancarlo Golzi – musica: Piero Cassano)
6. Pura fantasia – 3:27 (testo: Adelio Cogliati, Giancarlo Golzi – musica: Piero Cassano)
7. Il nostro film – 3:27 (testo: Giuseppe Andreetto, Giancarlo Golzi – musica: Fabio Perversi, Piero Cassano)
8. Ma se credi a me – 4:49 (testo: Giuseppe Andreetto, Giancarlo Golzi – musica: Piero Cassano)
9. Tu m'aimes encore – 3:45 (testo: Giuseppe Andreetto, Giancarlo Golzi – musica: Fabio Perversi, Piero Cassano)
10. Il viaggio più facile – 3:28 (testo: Giancarlo Golzi – musica: Massimo de Divitiis, Piero Cassano)
11. Bisogna avere più cuore – 3:40 (testo: Adelio Cogliati, Giancarlo Golzi – musica: Piero Cassano)
12. Cuore in gola – 4:04 (testo: Giancarlo Golzi – musica: Piero Cassano)
13. Nel mio verde paradiso – 5:18 (testo: Adelio Cogliati – musica: Piero Cassano)

### Sanremo edition
1. Sei tu – 3:37 (testo: Giancarlo Golzi – musica: Fabio Perversi, Piero Cassano)
2. Noi siamo il mondo – 3:27 (testo: Giancarlo Golzi – musica: Fabio Perversi, Piero Cassano) – Inedito

- Tracce del CD precedente

Durata totale: 58:38

## Formazione
Gruppo
- Silvia Mezzanotte - voce, cori
- Piero Cassano - voce (5,8,9), tastiere (2,5,7,8,9,10), organo Hammond (2,7,10), cori
- Giancarlo Golzi - batteria (tranne 11), cori
- Fabio Perversi - tastiere, pianoforte, programmazione (2,5,7,9,10,12,13), piano solo e sequencer (6), violino (7,9,10), basso (7,9), cori

Altri musicisti
- Nicolò Fragile - tastiera, pianoforte, programmazione (1,3,4,6), basso (1)
- Paolo Petrini - chitarra (1,4)
- Maurizio Macchioni - chitarra acustica, chitarra elettrica (5,7,8,10,11,12,13), shaker (7), cori (3)
- Andrea Grossi - basso (5)
- Luca Scansani - basso (7,10,11,13)
- Max Borelli - chitarra elettrica (7), chitarra elettrica aggiuntiva (11), chitarra elettrica solo (13)
- Francesco Sanvito - solo chitarra e chitarra aggiuntiva (5)
- Marco Battistini - arrangiamento, tastiera, pianoforte, violino, programmazione (8)
- Simone Sanvito - batteria (11)
- Alessandra Ferrari, Alessio Spini - cori (5,6,10,11)
- Massimiliano Pani - cori (3)